# Orgel van de Sint-Janskathedraal in 's-Hertogenbosch

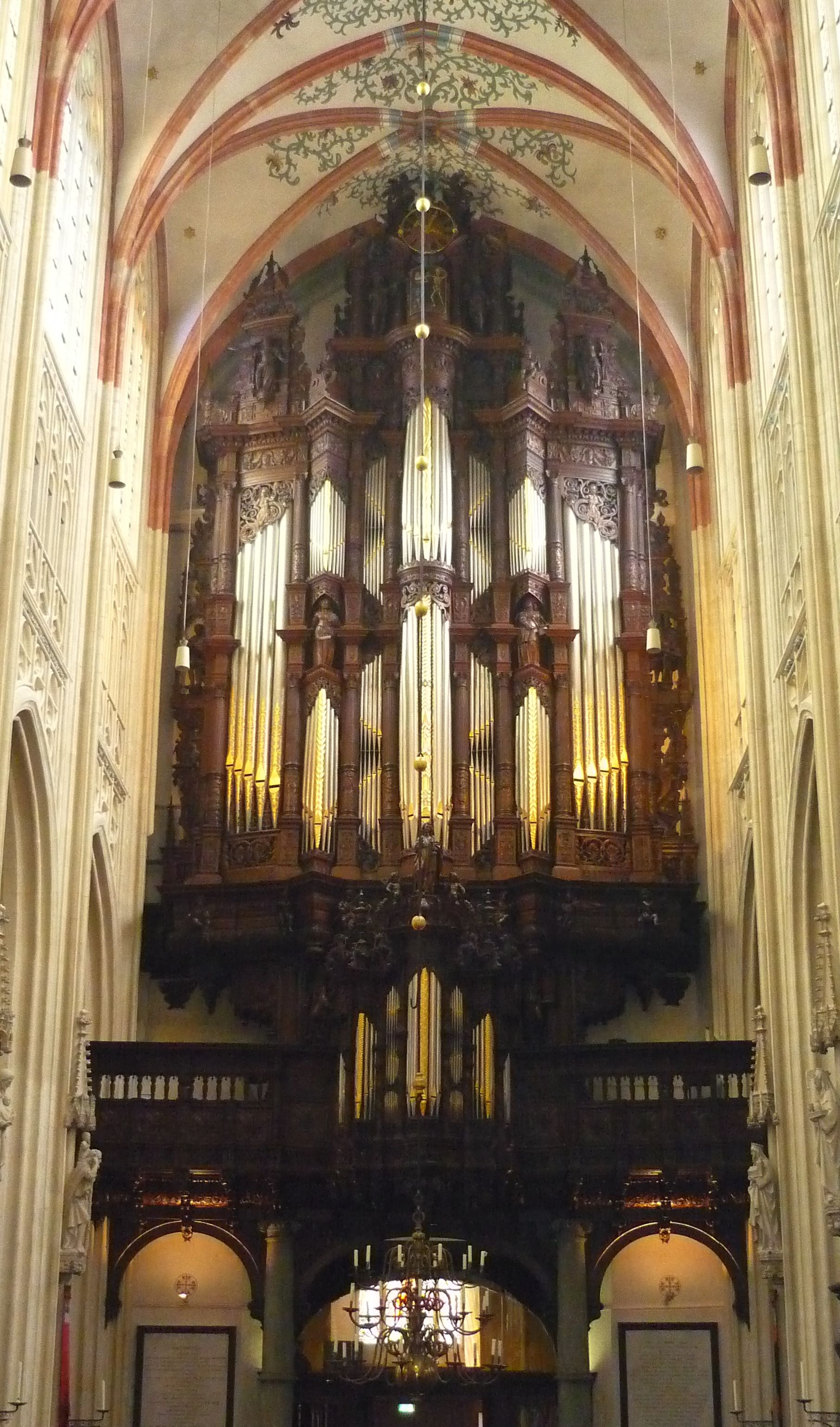
Het grote orgel in de Sint-Janskathedraal

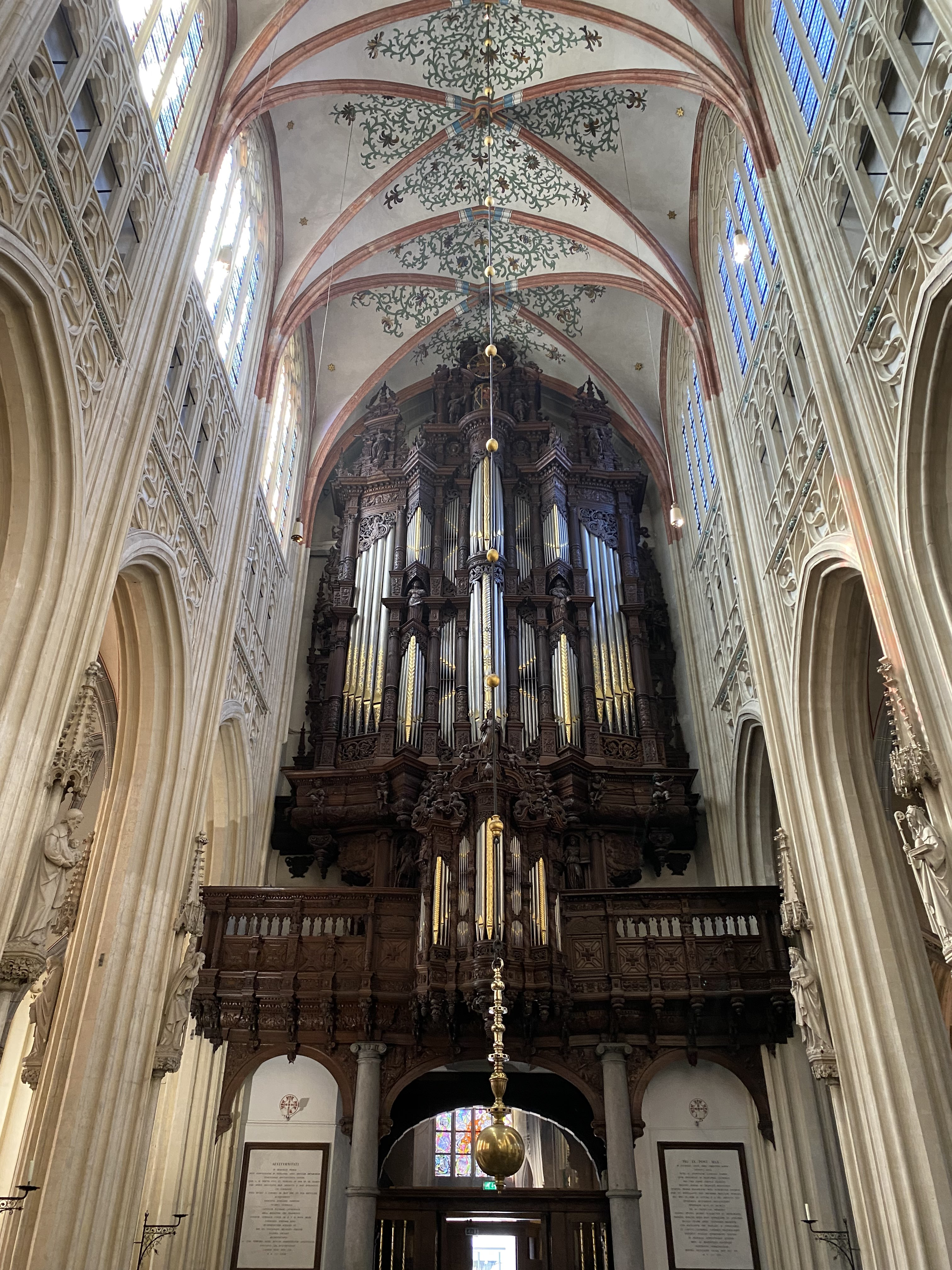
Foto bezoekers perspectief.

Het grote orgel in de Sint-Janskathedraal te 's-Hertogenbosch behoort tot de belangrijkste orgels van Nederland. De orgelkas van dit orgel is een van de meest monumentale uit de Renaissance in de Nederlanden.

## Geschiedenis
Dit orgel kent een lange geschiedenis die begint met de bouw in de periode 1618-1638 door Floris Hocque II, Hans Goltfuss en Germer von Hagerbeer. Het doksaal en de orgelkast werden gebouwd door Frans Simons, een schrijnwerker die wellicht afkomstig was uit Leiden. Het beeldhouwwerk van de orgelkast werd gesneden door Gregor Schysler uit Tirol, die echter net als Floris Hocque in Keulen was gevestigd.
Het orgel is in de afgelopen eeuwen door verscheidene orgelbouwers gerenoveerd, uitgebreid en/of verbeterd.
De laatste renovatie vond plaats in 1984 en werd uitgevoerd door de firma Flentrop. Hierbij werd het orgel ongeveer teruggebracht naar de situatie van 1787, zoals de Duitse orgelbouwer A.G.F. Heyneman het orgel opleverde. Hierbij is gebruikgemaakt van veel pijpwerk uit die tijd, maar ook van pijpen uit latere periodes. Eind 2003 is het orgel grondig schoongemaakt.

## Technische beschrijving
De huidige dispositie is als volgt:
| I Rugpositief C–f3 |    |
| Praestant          | 8′ |
| Bourdon            | 8′ |
| Quintadena         | 8′ |
| Fluyttravers       | 8′ |
| Octaaf             | 4′ |
| Fluyt dous         | 4′ |
| Super Octaaf       | 2′ |
| Flageolet          | 1′ |
| Mixtuur V          |    |
| Sexquialter II     |    |
| Trompet            | 8′ |
| Dulciaan           | 8′ |
|                    |    |
| Tremulant          |    |

| II Hoofdwerk C–f3 |       |
| Praestant         | 16′   |
| Bourdon           | 16′   |
| Praestant         | 8′    |
| Holpyp            | 8′    |
| Octaaf            | 4′    |
| Tertiaan          | 31/5′ |
| Quint             | 3′    |
| Super Octaaf      | 2′    |
| Mixtuur VII       |       |
| Trompet           | 16′   |
| Trompet           | 8′    |

| III Bovenwerk C–f3 |     |
| Quintadena         | 16′ |
| Praestant          | 8′  |
| Roerfluyt          | 8′  |
| Viola di Gamba     | 8′  |
| Octaaf             | 4′  |
| Open fluyt         | 4′  |
| Quintfluyt         | 3′  |
| Open fluyt         | 2′  |
| Super Octaaf       | 2′  |
| Sexquialter II     |     |
| Carillon III       |     |
| Cornet V           |     |
| Trompet            | 8′  |
| Vox Humana         | 8′  |
| Hautbois           | 8′  |
|                    |     |
| Tremulant          |     |

| Pedaal C–f1 |     |
| Praestant   | 32′ |
| Praestant   | 16′ |
| Bourdon     | 16′ |
| Octaaf      | 8′  |
| Gedekt      | 8′  |
| Octaaf      | 4′  |
| Bazuyn      | 16′ |
| Trompet     | 8′  |
| Clairon     | 4′  |
| Cornet      | 2′  |

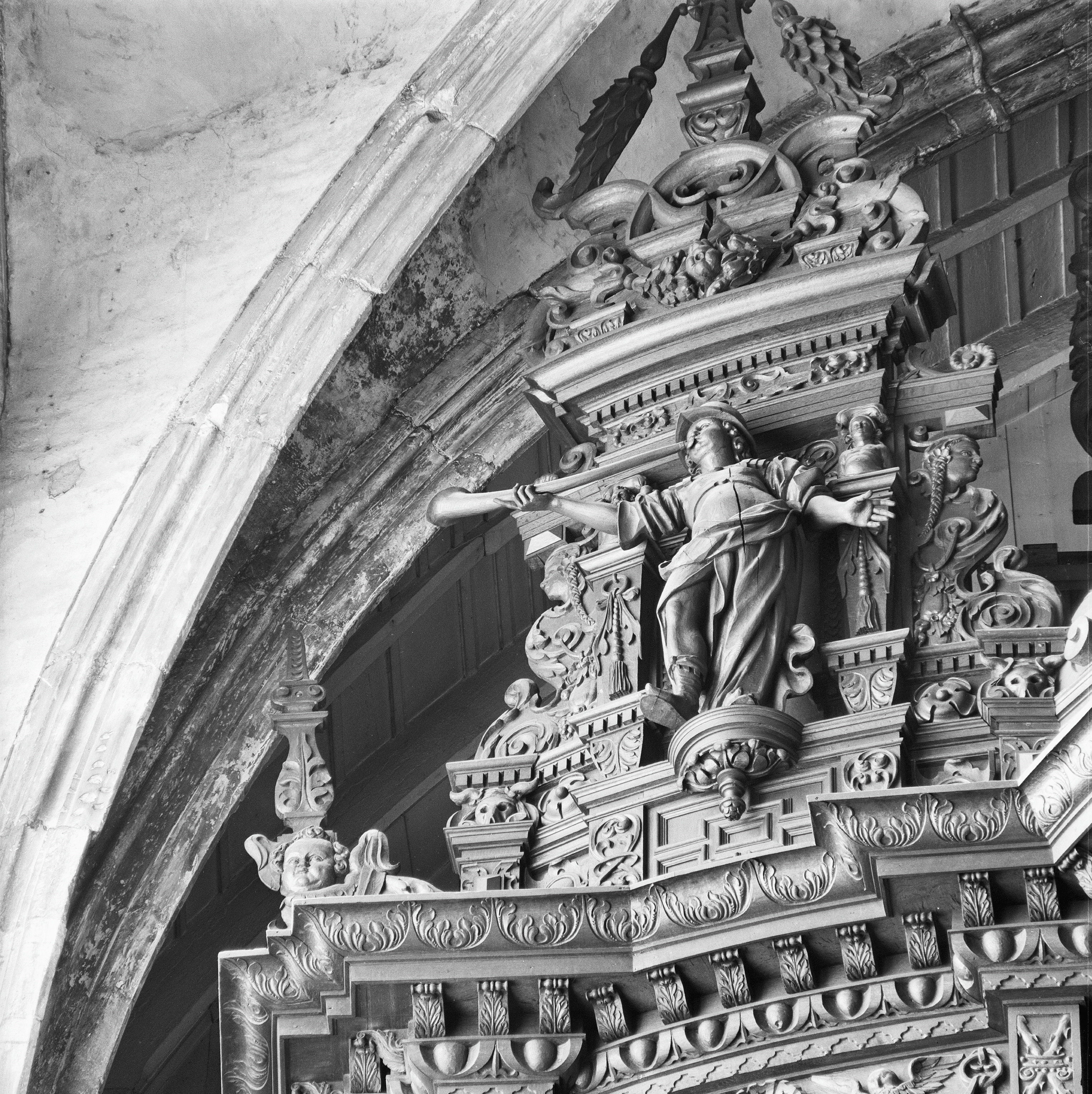
Orgel, detail van bekroning

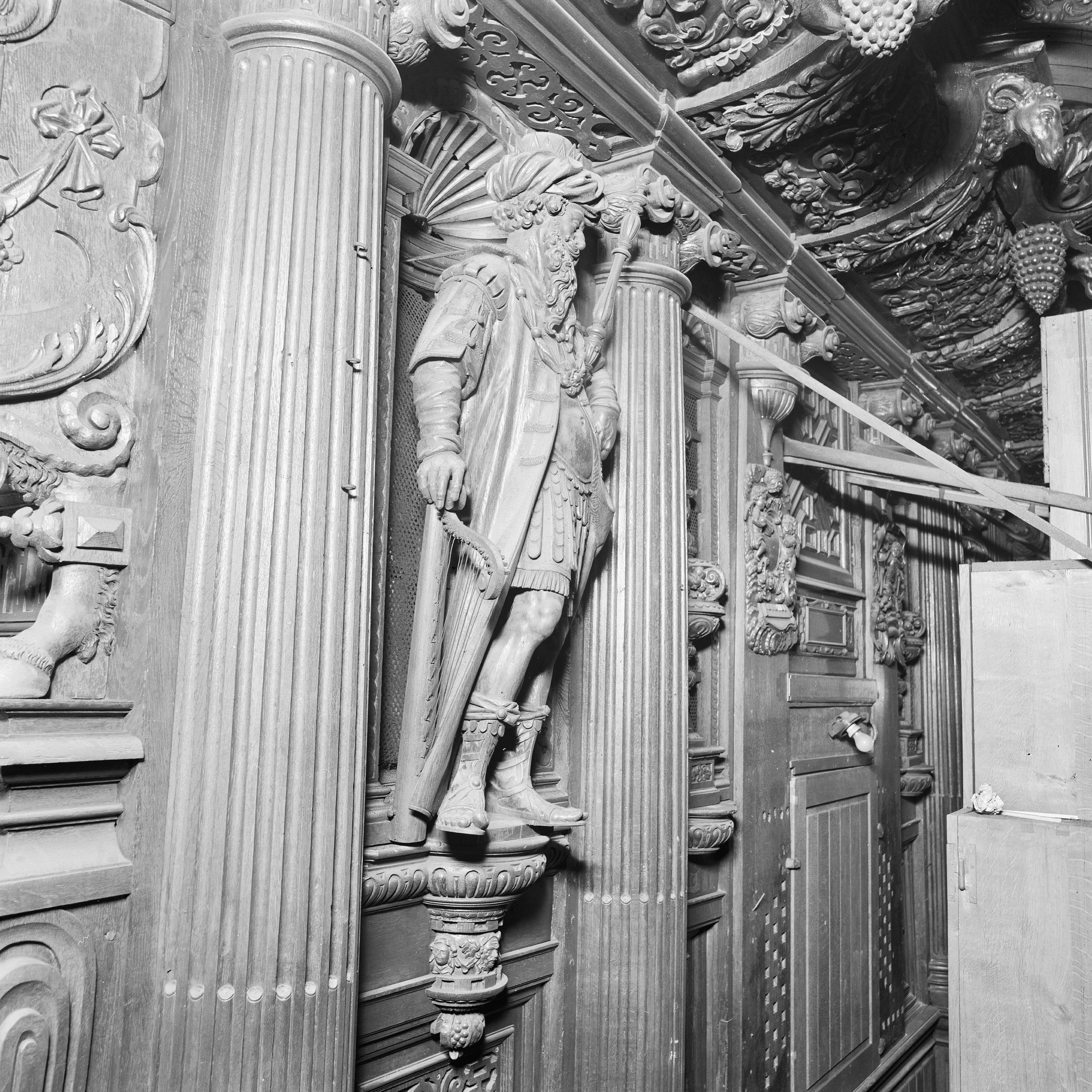
Orgel, onderbouw borstpositief, koning David met lier

- Koppels: Pedaal/Hoofdwerk, Pedaal/Rugwerk, Hoofdwerk/Rugwerk, Hoofdwerk/Bovenwerk, Rugwerk/Hoofdwerk.
- Speelhulpen:
- Toonhoogte a = 415 Hz.

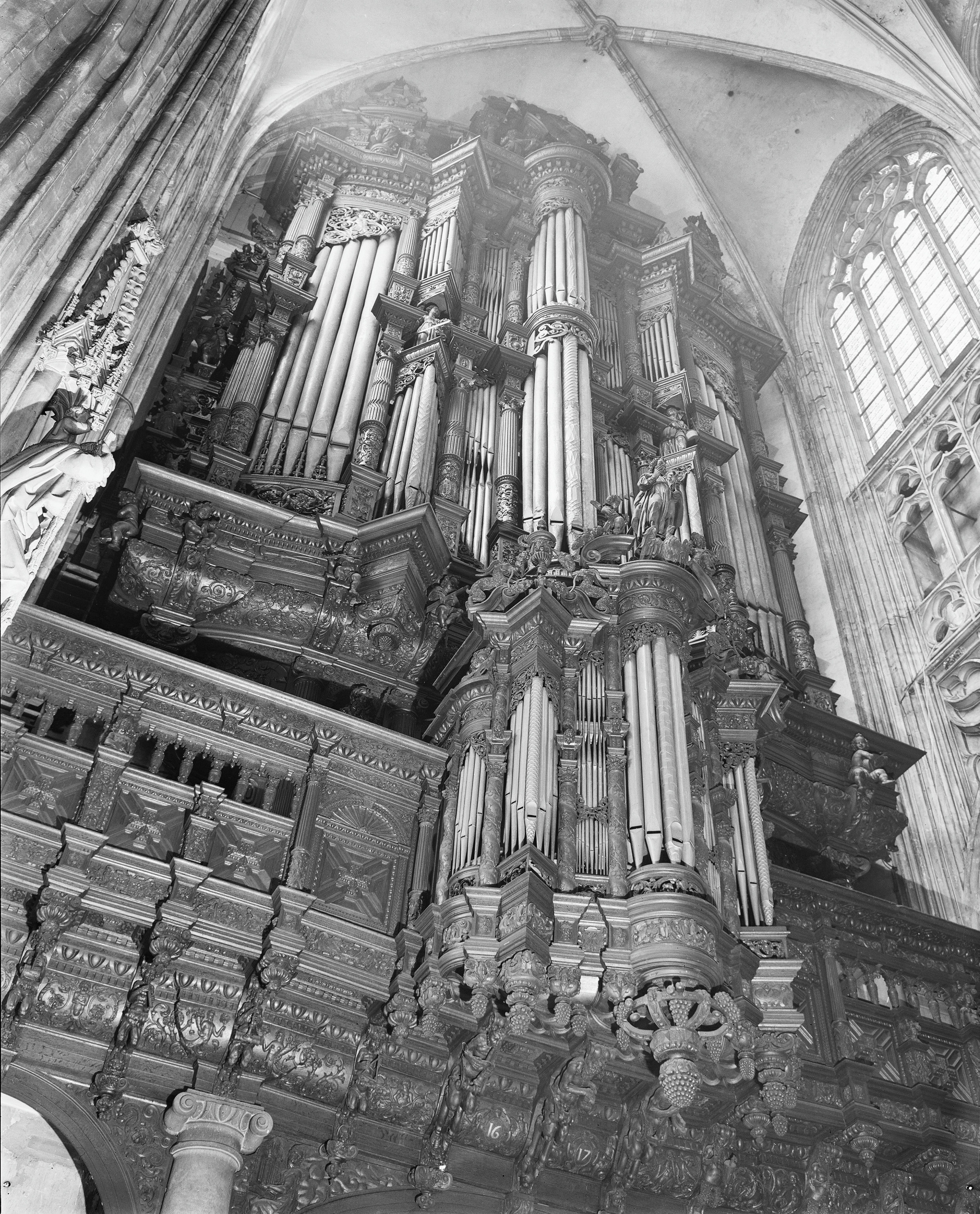
Het orgel van onderen gezien.
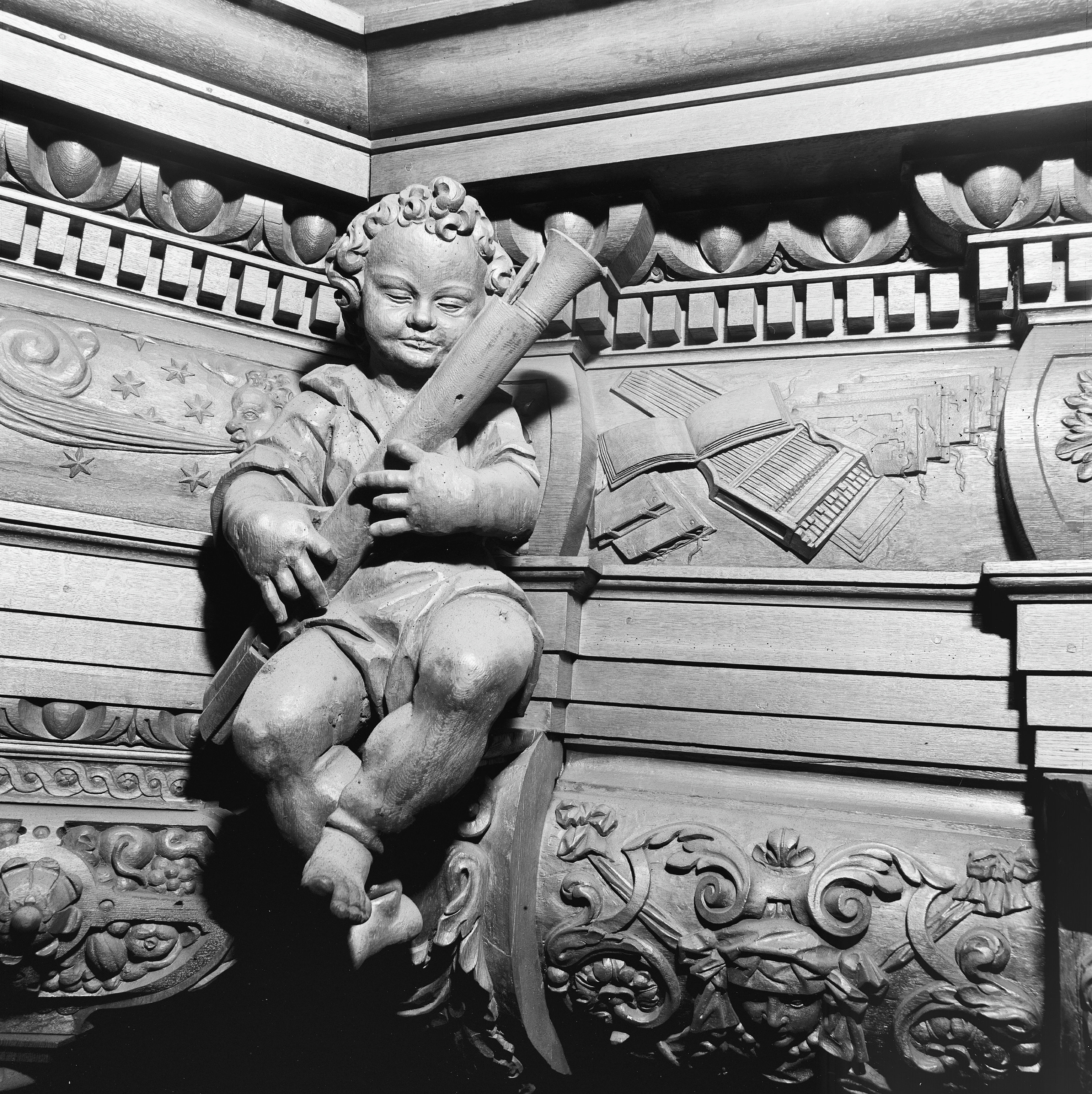
Detail orgelkast, putto met Dulciaan.
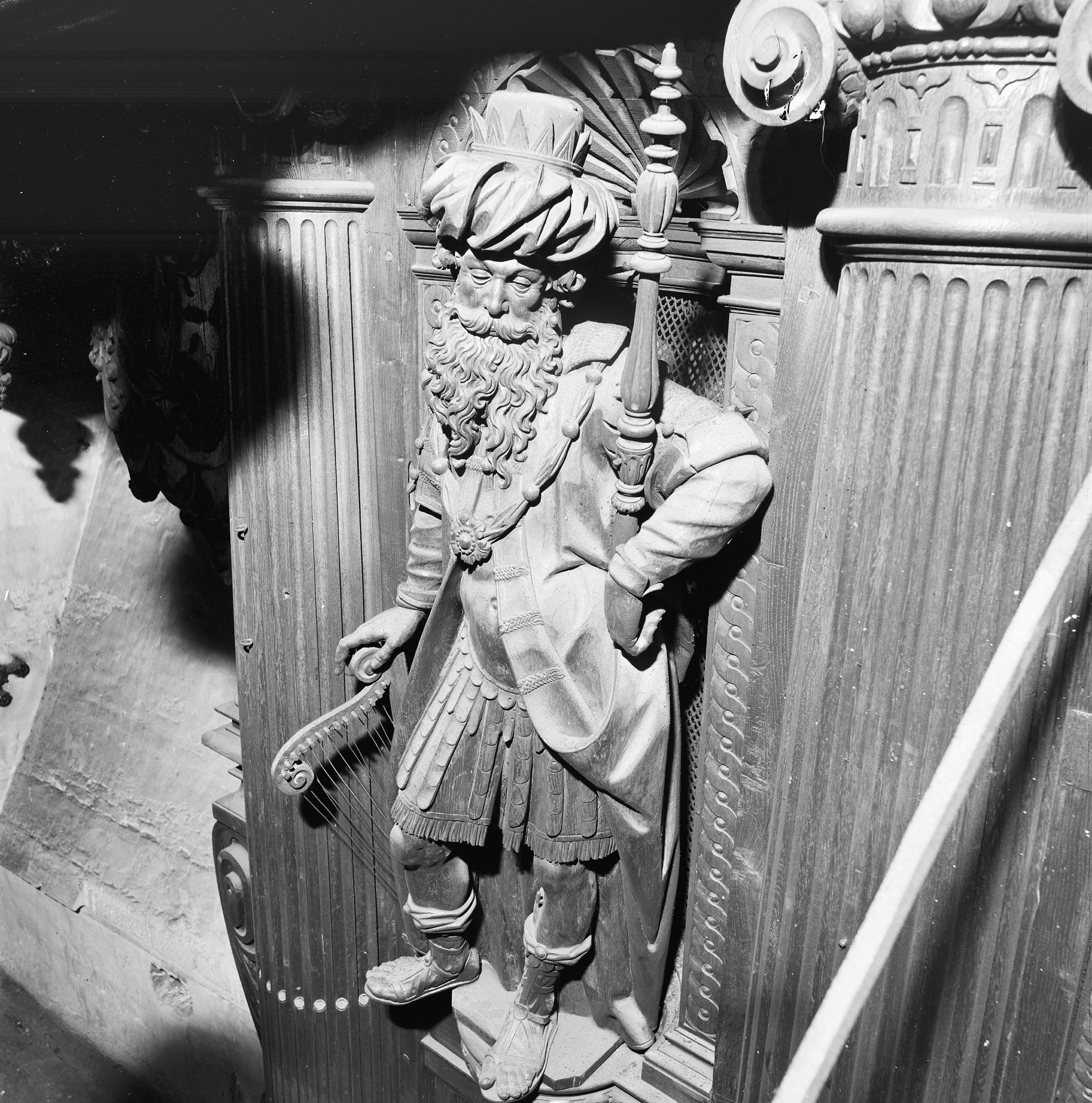
Detail orgel, koning David met lier.
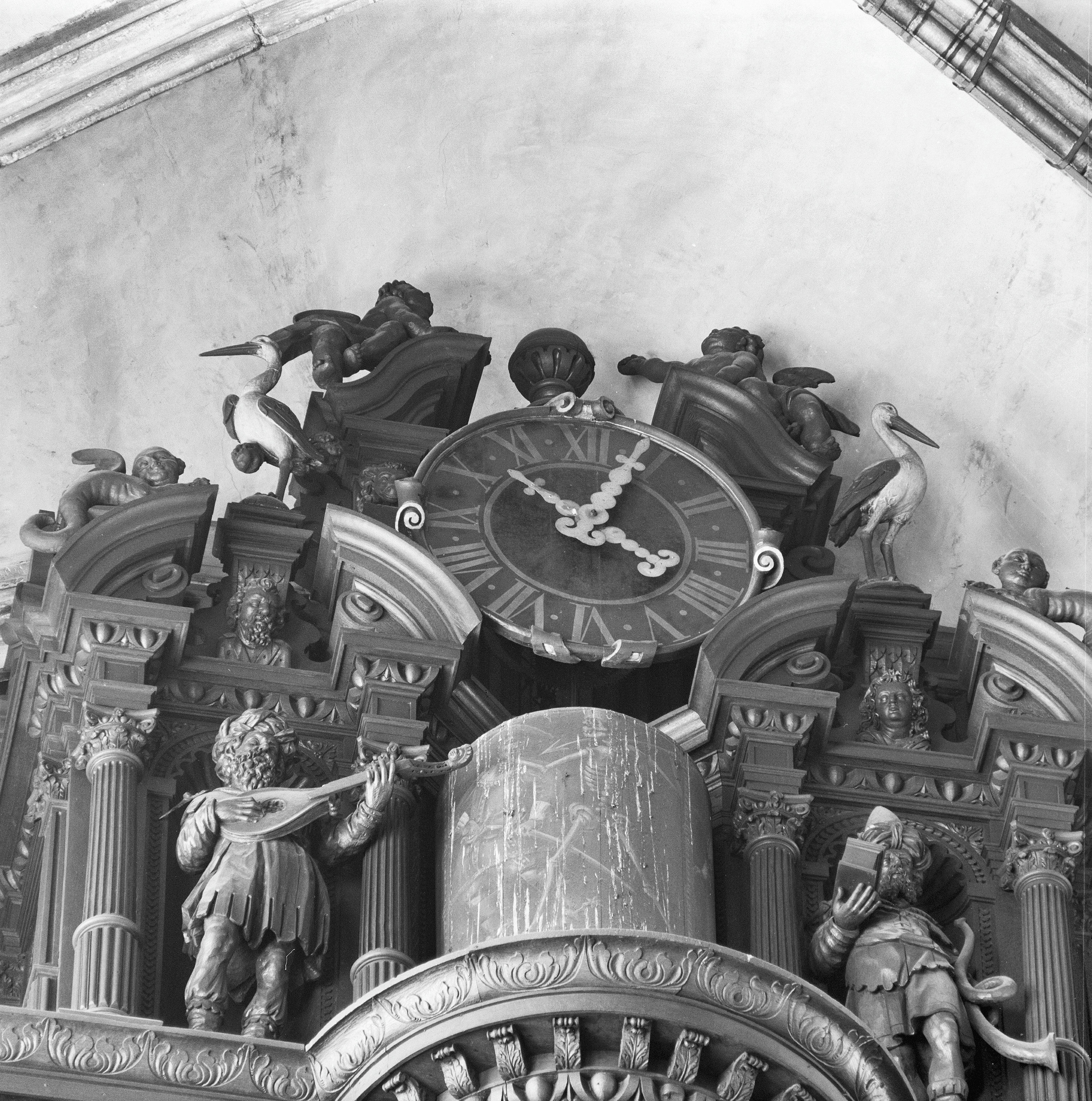
Detail, klok in de bekroning van het orgel.

## Organisten
Op 1 februari 2008 werd Véronique Leenders-van den Engh benoemd tot organist van de Sint-Jan. Haar leermeester, Maurice Pirenne was dat sinds 1991 geweest. Onder zijn voorgangers waren Huub ten Hacken en Piet Hörmann.